# Ligier JS23
O JS23 é o modelo da Ligier da temporada de 1984 da Fórmula 1. Condutores: Andrea de Cesaris e François Hesnault.

## Resultados[1][2]
(legenda) 
| Ano  | Chassi | Motor                | Pneus | N° | Pilotos           | 1   | 2   | 3   | 4   | 5   | 6   | 7   | 8   | 9   | 10  | 11  | 12  | 13  | 14  | 15  | 16  | Pontos | Posição |  |
| ---- | ------ | -------------------- | ----- | -- | ----------------- | --- | --- | --- | --- | --- | --- | --- | --- | --- | --- | --- | --- | --- | --- | --- | --- | ------ | ------- |  |
|      |        |                      |       |    |                   |     |     |     |     |     |     |     |     |     |     |     |     |     |     |     |     |        |         |  |
|      |        |                      |       |    |                   | BRA | RSA | BEL | SMR | FRA | MON | CAN | USE | DAL | GBR | GER | AUT | NED | ITA | EUR | POR |        |         |  |
| 1984 | JS23   | Renault EF4 V6 turbo | M     | 25 | François Hesnault | Ret | 10  | Ret | Ret | DNS | Ret | Ret | Ret | Ret | Ret | 8   | 8   | 7   | Ret | 10  | Ret | 3      | 9º      |  |
| 1984 | JS23   | Renault EF4 V6 turbo | M     | 26 | Andrea de Cesaris | Ret | 5   | Ret | 6   | 10  | Ret | Ret | Ret | Ret | 10  | 7   | Ret | Ret | Ret |     |     | 3      | 9º      |  |
| 1984 | JS23B  | Renault EF4 V6 turbo | M     | 26 | Andrea de Cesaris |     |     |     |     |     |     |     |     |     |     |     |     |     |     | 7   | 12  | 3      | 9º      |  |